# 灘本唯人
灘本 唯人（なだもと ただひと、1926年2月12日 - 2016年7月19日）は、日本のイラストレーター。講談社出版文化賞挿絵部門選考委員。東京イラストレーターズ・ソサエティ代表。本名、灘本 整（ただし）。兵庫県出身。

## 略歴
神戸市葺合区三宮生まれ。生家は銭湯を経営。8人兄弟の末っ子。太平洋戦争中は海軍飛行予科練習生として鹿児島県の鹿屋航空基地で土を掘っていた。第二次世界大戦末期、予科練に入隊。
1956年から嘱託として山陽電鉄宣伝部に勤務。同社の宣伝ポスターを描く。この頃より、兵庫県宣伝美術展、日本宣伝美術会の公募に応募を始める。また無名時代の横尾忠則の才能に注目し、横尾をデザイナーとして神戸新聞社に推薦し入社させた。
1961年、大阪の早川良雄デザイン事務所に入る。先に髙島屋宣伝部への入社が内定していた所を、早川が高島屋宣伝部の責任者に直談判して「譲り受けた」というエピソードがある。1964年、宇野亞喜良、山口はるみ、横尾忠則、和田誠らと東京イラストレーターズ・クラブを結成（70年解散）。1967年に独立し上京。1982年、ソウルにてイラストレーション個展を開く。1988年、東京イラストレーターズ・ソサエティ（TIS）結成。翌1989年、初代会長に就任する。
2016年7月19日、心不全により逝去。90歳没。

## 受賞歴
- 1970年 - 日本サインデザイン協会金賞
- 1979年 - 講談社出版文化賞
- 1981年 - ニューヨーク・ジャパン・グラフィックデザイン大賞
- 1983年 - フジサンケイグループ雑誌広告賞
- 2008年 - 桑沢賞特別賞

## 受章歴
- 1993年 - 紫綬褒章
- 2003年 - 勲四等旭日小綬章